# Rachid Bouchareb
Rachid Bouchareb (arabiska: رشيد بوشارب), född 1 september 1953 i Paris, är en fransk filmregissör, manusförfattare och filmproducent av algerisk härkomst.
Hans filmer Infödd soldat och Outside the Law nominerades båda till en Oscar i kategorin Bästa utländska film vid Oscarsgalan 2007 respektive Oscarsgalan 2011.

## Filmografi i urval
- 1991 – Fel pass (regi)
- 1997 – Jesu liv (produktion)
- 1998 – Medan Beirut brann (produktion)
- 1998 – Livet i paradiset (produktion)
- 1999 – Mänsklighet (produktion)
- 2006 – Flandern (produktion)
- 2006 – Infödd soldat (regi, manus)
- 2009 – London River (regi, manus)
- 2010 – Outside the Law (regi)
- 2011 – Omar dödade mig (manus, produktion)
- 2014 – Two Men in Town (regi, manus, produktion)